# Coppa Italia di pallacanestro maschile 1994
La Coppa Italia 1994 è stata disputata nel periodo compreso tra settembre e marzo mediante un sistema ad eliminazione diretta con partite di andata e ritorno. Le quattro squadre risultate vincitrici dei quarti di finale accedono alle final-four. La fase finale della competizione si è svolta tra il 3 ed il 4 marzo 1994 a Casalecchio di Reno (BO).

## Fase eliminatoria
Sedicesimi di finale
5 e 9 settembre 1993
| Incontro                                    | Andata | Ritorno |
| Petrarca Padova - Buckler Bologna           | 81-90  | 75-96   |
| Olio Monini Rimini - Fortitudo Bologna      | 75-81  | 83-92   |
| Tonno Auriga Trapani - Baker Livorno        | 100-82 | 99-93   |
| Pallacanestro Pavia - Kleenex Pistoia       | 71-67  | 74-88   |
| Banco Sardegna Sassari - Recoaro Milano     | 78-95  | 82-99   |
| Mens Sana Siena - Glaxo Verona              | 64-71  | 63-86   |
| Cagiva Varese - Burghy Roma                 | 89-79  | 108-101 |
| Napoli Basket - Scavolini Pesaro            | 80-113 | 83-103  |
| Pallacanestro Ferrara - Shampoo Clear Cantù | 100-96 | 73-99   |
| Auxilium Torino - Reyer Venezia             | 57-77  | 83-83   |
| Telemarket Forlì - Pallacanestro Reggiana   | 89-91  | 93-89   |
| Teorematour Milano - Stefanel Trieste       | 68-82  | 88-107  |
| Libertas Udine - Viola Reggio Calabria      | 66-72  | 70-81   |
| Aurora Desio - Bialetti Montecatini         | 87-91  | 75-80   |
| Teamsystem Fabriano - Juventus Caserta      | 85-85  | 82-87   |
| Pulitalia Vicenza - Benetton Treviso        | 73-94  | 78-102  |

Ottavi di finale
12 e 16 settembre 1993
| Incontro                                     | Andata | Ritorno |
| Fortitudo Bologna - Buckler Bologna          | 81-83  | 60-101  |
| Tonno Auriga Trapani - Kleenex Pistoia       | 79-79  | 89-90   |
| Glaxo Verona - Recoaro Milano                | 80-80  | 88-72   |
| Cagiva Varese - Scavolini Pesaro             | 71-79  | 73-91   |
| Reyer Venezia - Shampoo Clear Cantù          | 87-81  | 76-84   |
| Telemarket Forlì - Stefanel Trieste          | 70-84  | 92-101  |
| Bialetti Montecatini - Viola Reggio Calabria | 105-96 | 81-82   |
| Juventus Caserta - Benetton Treviso          | 68-76  | 90-106  |

Quarti di finale
19 e 23 settembre 1993
| Incontro                                | Andata | Ritorno |
| Kleenex Pistoia - Buckler Bologna       | 85-83  | 83-97   |
| Glaxo Verona - Scavolini Pesaro         | 69-60  | 59-66   |
| Stefanel Trieste - Shampoo Clear Cantù  | 102-78 | 86-72   |
| Bialetti Montecatini - Benetton Treviso | 64-90  | 93-77   |

## Fase finale
Squadre partecipanti:
- Buckler Bologna
- Stefanel Trieste
- Benetton Treviso
- Glaxo Verona

FINAL FOUR
a Casalecchio di Reno
Semifinali
3 marzo 1994
- Glaxo Verona - Buckler Bologna 73-72
- Benetton Treviso - Stefanel Trieste 81-77

Finale 3º posto
4 marzo 1994
- Buckler Bologna - Stefanel Trieste 76-71

Finale 1º posto
4 marzo 1994
- Benetton Treviso - Glaxo Verona 78-61

## Verdetti
- Vincitrice Coppa Italia:  Benetton Treviso
- Formazione: Maurizio Ragazzi, Alberto Vianini, Nino Pellacani, Germán Scarone, Riccardo Pittis, Massimo Iacopini, Winston Garland, Rafael Addison, Giancarlo Marcaccini, Stefano Rusconi. Allenatore: Fabrizio Frates.